# Buber-Rosenzweig-Medaille
Die Buber-Rosenzweig-Medaille wird seit 1968 jährlich in Erinnerung an die jüdischen Philosophen und Pädagogen Martin Buber (1878–1965) und Franz Rosenzweig (1886–1929) verliehen.
Die undotierte Auszeichnung wird im Rahmen der jährlich stattfindenden Woche der Brüderlichkeit vom Deutschen Koordinierungsrat der Gesellschaften für christlich-jüdische Zusammenarbeit (DKR) mit Sitz in Bad Nauheim an Persönlichkeiten, Initiativen oder Einrichtungen vergeben, die sich um die Verständigung zwischen Christen und Juden verdient gemacht sowie einen Beitrag auf den Gebieten der Wissenschaft, Kultur, Politik oder Gesellschaft für die christlich-jüdische Zusammenarbeit geleistet haben.

## Preisträger
- 1968 Friedrich Heer, Wien, und Friedrich-Wilhelm Marquardt, Berlin
- 1969 Ernst Simon, Jerusalem
- 1970 Eva Gabriele Reichmann, London, und Rabbiner Robert Raphael Geis, Düsseldorf
- 1971 Bischof D. Kurt Scharf, Berlin
- 1972 Msgr. Antonius Cornelis Ramselaar, Utrecht und Rabbiner Georg Salzberger, London
- 1973 Helmut Gollwitzer, Berlin
- 1974 Hans Günther Adler, London
- 1975 Erzbischof George Appleton, Jerusalem und Wantage (GB), und Abt Laurentius Klein, Jerusalem
- 1976 Ernst Ludwig Ehrlich, Basel
- 1977 Friedrich Dürrenmatt, Neuchâtel
- 1978 Grete Schaeder, Göttingen, und Albrecht Goes, Stuttgart
- 1979 Manès Sperber, Paris, und James Parkes, Southampton (GB)
- 1980 Eugen Kogon, Königstein, und Gertrud Luckner, Freiburg im Breisgau
- 1981 Isaac Bashevis Singer, New York
- 1982 Schalom Ben-Chorin, Jerusalem
- 1983 Helene Jacobs, Berlin
- 1984 Siegfried Theodor Arndt, Leipzig, und Helmut Eschwege, Dresden
- 1985 Franz Mußner, Passau
- 1986 Heinz Kremers, Duisburg
- 1987 Newe Schalom, Israel
- 1988 Arbeitskreis Studium in Israel
- 1989 Yehudi Menuhin, London
- 1990 Charlotte Petersen, Dillenburg
- 1991 Leo-Baeck-Erziehungszentrum, Haifa
- 1992 Hildegard Hamm-Brücher, München, und Annemarie Renger, Bonn
- 1993 Aktion Sühnezeichen Friedensdienste, Berlin
- 1994 Jakob Josef Petuchowski, Cincinnati (USA), und Clemens Thoma, Luzern
- 1995 Richard von Weizsäcker, Berlin
- 1996 Franklin Hamlin Littell, Philadelphia, und Joseph Walk, Jerusalem
- 1997 Hans Koschnick, Bremen
- 1998 Leah Rabin, Tel Aviv
- 1999 Henryk Muszyński, Gnesen
- 2000 Johannes Rau, Berlin
- 2001 „Schule ohne Rassismus“, Berlin
- 2002 Edna Brocke, Essen, Rolf Rendtorff, Karben, und Johann Baptist Metz, Münster
- 2003 Joschka Fischer, Berlin
- 2004 Daniel Barenboim, Berlin
- 2005 Peter von der Osten-Sacken, Berlin und das Institut Kirche und Judentum an der Humboldt-Universität zu Berlin, Berlin
- 2006 Leon de Winter, Amsterdam und der Verein „Gesicht Zeigen! Für ein weltoffenes Deutschland e. V.“, Berlin
- 2007 Esther Schapira, Frankfurt am Main und Georg M. Hafner, Frankfurt am Main
- 2008 Stef Wertheimer, Tefen zwischen Karmiel und Ma’alot in Galiläa im Norden von Israel / Tel Aviv
- 2009 Erich Zenger, Münster
- 2010 Daniel Libeskind, New York City
- 2011 Navid Kermani, Köln
- 2012 Nikolaus Schneider, Düsseldorf
- 2013 Mirjam Pressler, Landshut und Fritz Bauer Institut, Frankfurt am Main
- 2014 György Konrád, Ungarn
- 2015 Hanspeter Heinz und der Gesprächskreis „Juden und Christen“ beim Zentralkomitee der deutschen Katholiken
- 2016 Micha Brumlik, Berlin
- 2017  Konferenz Landeskirchlicher Arbeitskreise Christen und Juden (KLAK)[2]
- 2018 Peter Maffay, Tutzing[3]
- 2019: Kreuzberger Initiative gegen Antisemitismus (KIgA), Berlin, und das Netzwerk für Demokratie und Courage (NDC), Dresden[4][5]
- 2020: Angela Merkel, Berlin[6][7]
- 2021: Christian Stückl wegen seines Einsatzes gegen Antisemitismus und Rassismus und seiner Geduld und Ausdauer bei der Überarbeitung der Oberammergauer Passionsspiele. Verliehen wurde die Medaille im Rahmen der feierlichen Eröffnung der Woche der Brüderlichkeit am 7. März 2021 in der Liederhalle in Stuttgart.[8]
- 2022: Peter Fischer (Präsident von Eintracht Frankfurt) und Makkabi Deutschland
- 2023: Stiftung Neue Synagoge Berlin – Centrum Judaicum[9]
- 2024: Igor Levit[10]
- 2025: Saba-Nur Cheema und Meron Mendel[11]
- 2026: Christian Rutishauser, Judaist an der Universität Luzern (zuerkannt)[12]

## Abbildung
- Abbildung der Buber-Rosenzweig-Medaille. In: deutscher-koordinierungsrat.de